# Rinaldo Ruatti
Rinaldo Ruatti (ur. 19 stycznia 1930 w Cortinie d’Ampezzo, zm. 30 września 2020 tamże) – włoski bobsleista, dwukrotny medalista mistrzostw świata.

## Kariera
Największy sukces w karierze Ruatti osiągnął w 1962 roku, kiedy wspólnie z Enrico De Lorenzo zwyciężył w dwójkach podczas mistrzostw świata w Garmisch-Partenkirchen. Na rozgrywanych trzy lata później mistrzostwach świata w St. Moritz razem z De Lorenzo wywalczył srebro w dwójkach. W 1968 roku wystartował na igrzyskach olimpijskich w Grenoble, gdzie zajął dwunaste miejsce w dwójkach.